# Biella San Paolo
Biella San Paolo (włoski: Stazione di Biella San Paolo) – stacja kolejowa w Biella, w prowincji Biella, w regionie Piemont, we Włoszech. Jest stacją węzłową, gdzie łączą się linie z Novary i Santhii.

## Historia
Stacja została otwarta 18 września 1939 roku wraz z otwarciem linii Biella-Novara przy obecności Benito Mussoliniego. Budynek pasażerski i towarowy zostały zbudowane zgodnie z kryteriami architektury faszystowskiej. 
Stacja była zarządza przez Società Ferrovie Elettriche Novaresi (SFEN), która później przekształciła się w FBN Ferrovia Biella Novara (FBN), aby stać się częścią Ferrovie dello Stato 21 stycznia 1961.
23 lutego 1958 została otwarta linia między Candelo i Biella, która zastąpiła zamkniętą stację Piazza Vittorio Veneto, otwartą w 1856 roku. Wówczas stacja Biella San Paolo stała się punktem węzłowym linii do Novary i Santhii.

## Linie kolejowe
- Linia Biella – Novara
- Linia Santhià – Biella

## Infrastruktura
Stacja jest zarządzany przez RFI, posiada 3 perony i 4 tory. Rocznie obsługuje około 1,2 mln pasażerów.